# Prosoplus basiochraceus
Prosoplus basiochraceus är en skalbaggsart som beskrevs av Stefan von Breuning 1943. Prosoplus basiochraceus ingår i släktet Prosoplus och familjen långhorningar. Inga underarter finns listade i Catalogue of Life.